# Карабахское нагорье
Караба́хское наго́рье, Сюникское нагорье (азерб. Qarabağ yaylası [нагорье Карабаг], арм. Սյունիքի բարձրավանդակ) — вулканическое лавовое нагорье в восточной части Малого Кавказа. Расположено на границе Армении и Азербайджана, между Зангезурским и Карабахским хребтами и левобережьем реки Аракс. Является частью Армянского нагорья.
Над поверхностью нагорья возвышаются потухшие вулканические конусы. Максимальная высота достигает 3616 м (гора Делидаг). Нагорье сложено вулканическими и осадочными породами. Территорию нагорья занимают дубовые леса и горные степи. Характерны каменные россыпи; значительная часть нагорья покрыта субальпийскими лугами. Нагорье используется для пастбищного животноводства.